# Amédée Pycke de Peteghem
Amédée Edouard Marie Ghislain Pycke de Peteghem (Gent, 4 juni 1824 - Brussel, 21 november 1898) was een Belgisch diplomaat, senator en burgemeester.

## Biografie

### Familie
Amédée Pycke de Peteghem was een telg uit het geslacht Pycke. Hij was een zoon van baron Auguste Pycke (1794-1868), provincieraadslid van Oost-Vlaanderen, en Pauline Limnander de Nieuwenhove (1790-1870). Hij was een broer van Oscar Pycke de Peteghem, burgemeester van Petegem-aan-de-Schelde en senator.
Hij trouwde in 1859 in Den Haag met jkvr. Albertina Heldewier (1829-1907), hofdame van koningin Sophie, dochter van Albert Heldewier, diplomaat. Ze kregen twee zoons en twee dochters.
- Paul Pycke de Peteghem (1862-1931), diplomaat, trouwde in 1887 in Brussel met gravin Marie-Antoinette de Renesse (1865-1948). Ze kregen een dochter, met afstammelingen tot heden.
- René Pycke de Peteghem (1865-1930), cavalerieofficier en burgemeester van Poeke, trouwde in 1896 in Brussel met Christine de Clerque Wissocq de Sousberghe (1874-1931). Ze kregen een zoon en een dochter, maar zonder nakomelingen.

Zijn vader werd in 1822 opgenomen in de erfelijke adel en verkreeg in 1842 de titel 'baron van Peteghem'. Jonkheer Amédée Pycke verkreeg in 1859 een erfelijke baronstitel. Het is pas zijn zoon Paul die in 1914 toelating kreeg om aan zijn naam de Peteghem te mogen toevoegen. Toch werd Amédée, naar analogie met zijn broer, ook al meestal Pycke de Peteghem genoemd.

### Loopbaan
Na studies aan de Rijksuniversiteit Luik werd Pycke diplomaat. Tussen 1846 en 1875 was hij op post als secretaris, zaakgelastigde, gevolmachtigd minister of buitengewoon gezant in Turijn, Parijs, Den Haag, Lissabon en Rome.
Van 1875 tot 1895 was hij gemeenteraadslid van Poeke en van 1875 tot 1887 was hij er burgemeester.
In 1884 werd Pycke katholiek senator voor het arrondissement Gent en vervulde dit mandaat tot in 1892.

### Eerbetoon
Hij was Ridder in de Leopoldsorde (1854), Officier in de Leopoldsorde (1861), Commandeur in de Leopoldsorde (1870). Ordeteken van grootkruis in de Orde van Pius IX, van Gregorius XVI, van Christus van Portugal, en van de Keizerlijke Roos van Brazilië.